# Veu de Sóller
La Veu de Sóller és un setmanari que es publica cada divendres i informa de l'actualitat dels municipis mallorquins de Sóller, Fornalutx, Deià, Bunyola i Escorca.

## Història
La veu de Sóller va néixer com un projecte d'un grup de sollerics amb ambició periodística quan algunes persones que col·laboraven amb el setmanari Sóller van decidir separar-se'n. Així, el 26 de maig de 1989 va sortir el primer exemplar.
Durant els seus primers anys es va crear l'associació cultural amb l'objectiu d'editar la publicació del setmanari. Durant els primers anys, a més de la publicació del setmanari, es varen presentar llibres i es varen organitzar conferències i debats electorals.
Al començament, el setmanari estava compost per 12 pàgines; més tard, el nombre de pàgines va anar augmentant, i actualment el setmanari està compost per una trentena de pàgines. Amb els anys s'ha anat professionalitzant una plantilla que primer estava formada només per col·laboradors sense sou, tot i que encara són la base de la redacció. Pel que fa a l'edició, els primers anys s'escrivia a Sóller i s'enviava a imprimir a Palma; entre l'any 1995 i 2000 això va anar canviant i avui en dia tot el procés es du a terme a Sóller.
Durant els seus trenta-un anys d'història el setmanari no ha patit mai cap suspensió; només s'ha canviat la data de publicació de divendres a dissabte, quan hi havia motius de festa nacional o municipal.